# Kangeanshama
Kangeanshama (Copsychus nigricauda) är en fågel i familjen flugsnappare inom ordningen tättingar.

## Utbredning och systematik
Fågeln är endemisk för Kangeanöarna norr om Bali. Den behandlas som monotypisk, det vill säga att den inte delas in i några underarter. Arten kategoriserades tidigare som underart till vitgumpad shama men urkildes 2024 som egen art efter studier.

### Släktestillhörighet
Kangeanshama och dess släktingar placeras traditionellt i släktet Copsychus. Flera genetiska studier visar dock att indisk shama (Saxicoloides fulicatus, tidigare kallad indisk näktergal) och roststjärtad shama (Trichixos pyrropygus) är inbäddade i släktet. De flesta taxonomiska auktoriteter inkluderar därför även dem i Copsychus. 

### Familjetillhörighet
Shamor med släktingar ansågs fram tills nyligen liksom bland andra stenskvättor, stentrastar och buskskvättor vara små trastar. DNA-studier visar dock att de är marklevande flugsnappare (Muscicapidae) och förs därför numera till den familjen.

## Status och hot
IUCN erkänner ännu inte kangeanshaman som egen art, varför dess hotstatus inte bedömts. Arten är dock troligen utdöd.